# Manjit Singh
Manjit Singh (nascido em 1 de setembro de 1989; também conhecido como Manjit Singh Chahal) é um atleta da Índia, que é especializado em em corridas de 800 metros. Ele ganhou a medalha de ouro na prova de 800 metros durante os Jogos Asiáticos de 2018, em Jacarta. Ele nasceu na aldeia de Ujhana, distrito de Jind, Haryana, filho de Randhir Chahal e Bimala Devi.